# Vuelta de Jorco
Vuelta de Jorco – miasto w Kostaryce, w prowincji San José.